# Богдановка (Павлодарская область)
Богдановка (каз. Богдановка) — село в Павлодарском районе Павлодарской области Казахстана. Входит в состав Луганского сельского округа. Код КАТО — 556053200.

## Население
В 1999 году население села составляло 516 человек (257 мужчин и 259 женщин). По данным переписи 2009 года, в селе проживало 403 человека (213 мужчин и 190 женщин).